# La Mata de Ledesma
La Mata de Ledesma es un municipio y localidad española de la provincia de Salamanca, en la comunidad autónoma de Castilla y León. Se integra dentro de la comarca de la Tierra de Ledesma. Pertenece al partido judicial de Salamanca y a la Mancomunidad Comarca de Ledesma.
Su término municipal está formado por las localidades de El Barrero de Porqueriza, Gejo de Diego Gómez, La Mata de Ledesma, Porqueriza y Pozos de Mondar, ocupa una superficie total de 38,65 km² y según el INE en el año 2017, contaba con una población de 106 habitantes.

## Historia

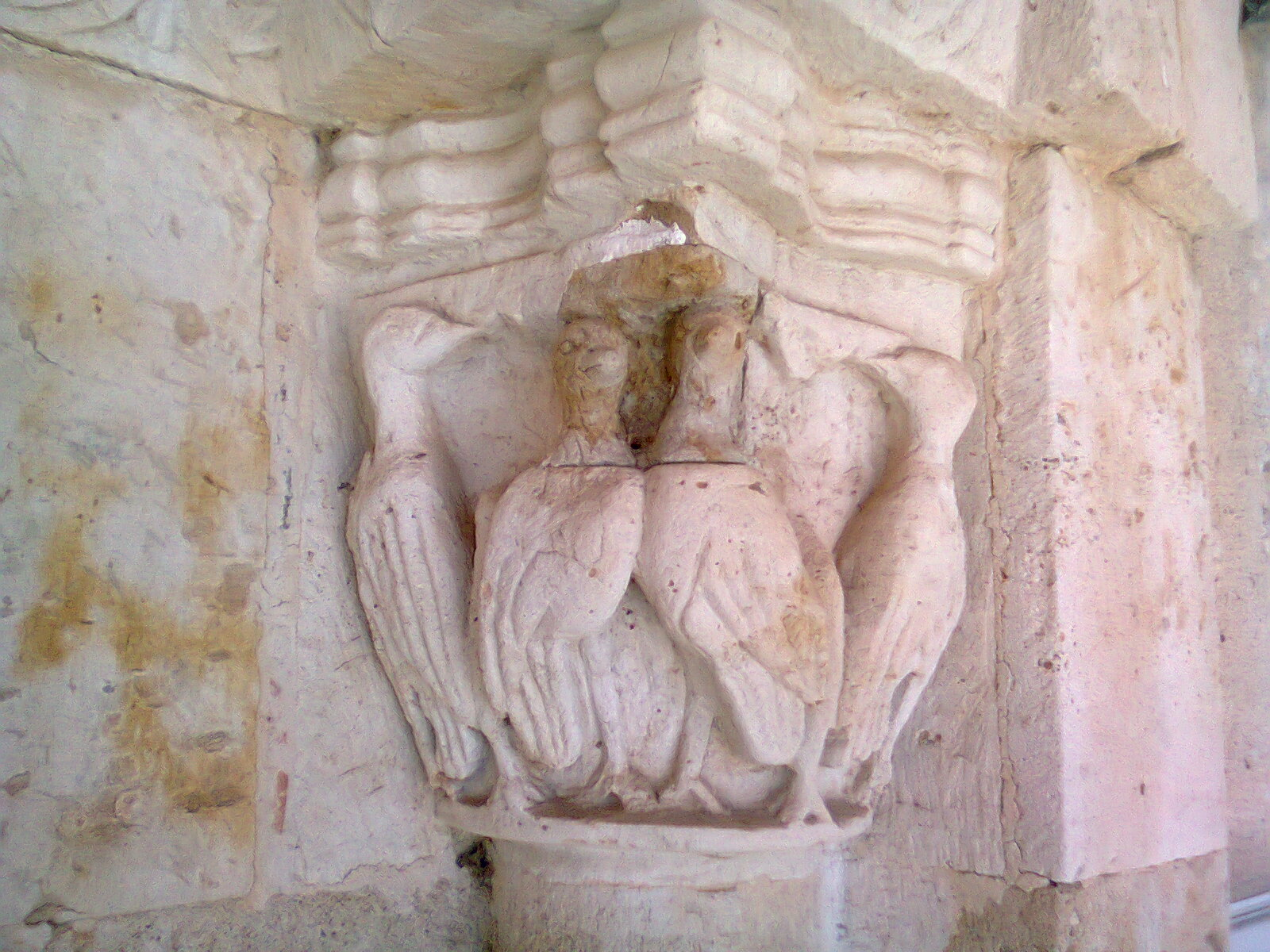
Detalle de un capitel románico de la iglesia de San Miguel Arcángel.

La fundación de La Mata de Ledesma, y de sus pedanías Porqueriza y El Gejo de Diego Gómez, se remonta a la Edad Media, obedeciendo a las repoblaciones efectuadas por los reyes leoneses en la Alta Edad Media, quedando encuadradas en la jurisdicción de Ledesma desde la creación de su alfoz por parte de Fernando II de León en el siglo XII, así como en su arcedianato y en el Reino de León, denominados en dicha época "La Mata", "Porcariza" y "Sexu".
Con la creación de las actuales provincias en 1833, La Mata de Ledesma quedó integrado en la provincia de Salamanca, dentro de la Región Leonesa.

## Geografía humana

### Demografía
Cuenta con una población de 101 habitantes (INE 2024).
| Gráfica de evolución demográfica de La Mata de Ledesma entre 1842 y 2021 |
| |
| Población de derecho según los censos de población del INE Población de hecho según los censos de población del INEEntre el censo de 1857 y el anterior, crece el término del municipio porque incorpora a 375034 (Porqueriza) |

### Núcleos de población
El municipio se divide en cinco núcleos de población, que poseían la siguiente población en 2015 según el INE.
| Núcleo de población      | Población |
| ------------------------ | --------- |
| La Mata de Ledesma       | 85        |
| Pozos de Mondar          | 14        |
| Gejo de Diego Gómez      | 5         |
| Porqueriza               | 5         |
| El Barrero de Porqueriza | 0         |

## Monumentos y lugares de interés
- Iglesia de San Miguel Arcángel, conserva una portada románica. (La Mata)
- Yacimiento calcolítico de El Guijo, formado por diez túmulos megalíticos. (La Mata)
- Dolmen del Gejo de Diego Gómez, conserva bien el túmulo con la depresión de la cámara. (Gejo de Diego Gómez)
- Dolmen de El Mesón, prácticamente intacto y en perfecto estado de conservación. (Porqueriza)
- Iglesia de Santa Marta, conserva restos románicos, en ruinas (Porqueriza)
- Iglesia de San Antonio Abad, en ruinas (Gejo de Diego Gómez)

## Cultura

### Fiestas patronales
Su patrona es la virgen de la Asunción y se celebra con unas fiestas que se desarrollan sobre los días 13, 14, 15 y 16 de agosto, siendo el día grande el día 15 que se celebra con una misa solemne a la que acude todo el pueblo.

## Administración y política
| Partido político                              | 2019  | 2019  | 2019       | 2015  | 2015  | 2015       | 2011  | 2011  | 2011       | 2007  | 2007  | 2007       | 2003  | 2003  | 2003       |
| Partido político                              | %     | Votos | Concejales | %     | Votos | Concejales | %     | Votos | Concejales | %     | Votos | Concejales | %     | Votos | Concejales |
| Partido Popular (PP)                          | 64,79 | 46    | 4          | 67,44 | 58    | 4          | 61,70 | 58    | 4          | 55,45 | 56    | 4          | 60,50 | 72    | 4          |
| Partido Socialista Obrero Español (PSOE)      | 25,35 | 18    | 1          | 30,23 | 26    | 1          | 27,66 | 26    | 1          | 34,65 | 35    | 1          | 32,77 | 39    | 1          |
| Unidad Regionalista de Castilla y León (URCL) | —     | —     | —          | —     | —     | —          | —     | —     | —          | —     | —     | —          | 3,36  | 4     | 0          |

## Matiñejos ilustres
- Miguel Martín, fotógrafo reconocido por sus paisajes.